# Culture des Philippines

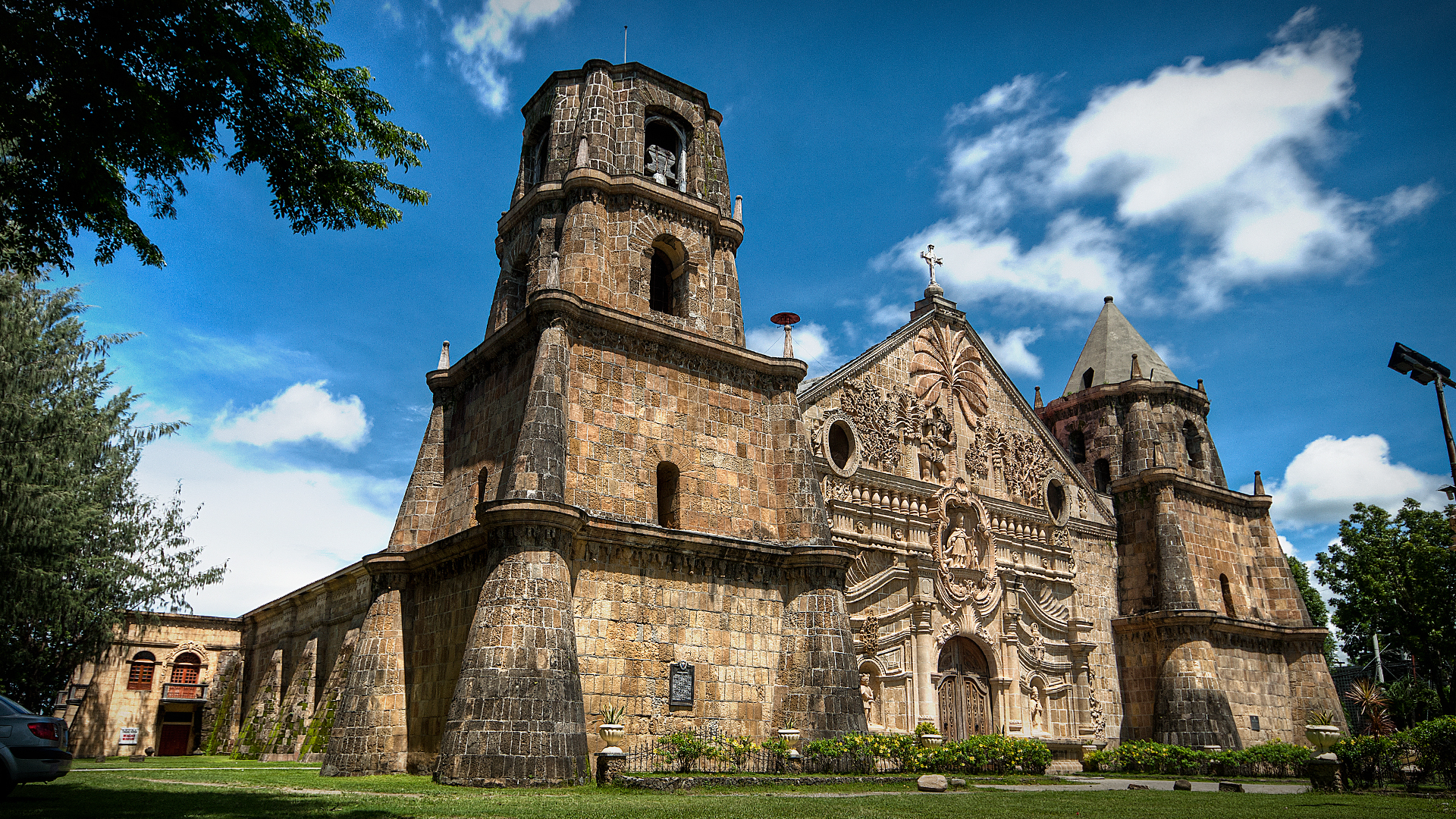
Église Santo Tomás de Villanueva de Miagao

La culture des Philippines reflète l'histoire complexe de ce pays. C'est un mélange des cultures malayo-polynésienne et hispanique, avec des influences de la culture chinoise.
Les Philippines ont été d'abord occupées par des mélanésiens ; aujourd'hui, ceux-ci préservent un mode de vie et une culture très traditionnelle, bien qu'ils soient peu nombreux. Des austronésiens, ou plus précisément des palayo-polynésiens, sont ensuite arrivés dans l'archipel. Leur culture est encore très visible, que ce soit dans le type ethnique, la langue, la nourriture, la danse et presque tous les aspects de la culture en général. Ces Austronésiens commerçaient notamment avec la Chine, l'Inde, le Japon, les îles Ryūkyū, le Moyen-Orient et Bornéo. En conséquence, toutes ces cultures ont aussi laissé leur trace sur celle des Philippines,,,,.
La colonisation espagnole, qui a duré plus de trois siècles, a profondément marqué la culture nationale. Les Philippines, gouvernées à la fois depuis le Mexique et l'Espagne, ont reçu un peu de la culture de chacun. Leurs influences sont évidentes dans les pratiques religieuses catholiques, telles que les messes et des fêtes. Dans la première moitié du XXe siècle, les Philippines sont devenues un territoire américain : l'influence des États-Unis est sensible dans l'emploi très répandu de la langue anglaise et dans la culture populaire moderne.

## Langues, peuples, cultures

### Langues
- Langues aux Philippines, dont Tagalog
- Langues utilisées aux Philippines
- List of regional languages of the Philippines (en)
- Espagnol des Philippines, Anglais philippin

### Peuples
- Indigenous peoples of the Philippines (en)
- National Commission on Indigenous Peoples (Philippines) (en)
- Ethnic groups in the Philippines (en), Migrations préhistoriques vers les Philippines
- Ethnicities of the Philippine Cordilleras (en)

## Traditions

### Religion(s)
- Religion aux Philippines, Religion aux Philippines (rubriques),

- Christianisme aux Philippines	(80%)
  - Église catholique aux Philippines
- Islam aux Philippines (5%)
- Bouddhisme aux Philippines (en)
- Hindouisme aux Philippines (en)
- Sikhisme aux Philippines (en)
- Foi baha'i aux Philippines (en)
- Histoire des Juifs aux Philippines (en)
- Irréligion aux Philippines (en)
- Divinités tagalog, Déités de la mythologie philippine (en)
- Religions précoloniales aux Philippines (en), Bulul

Avec 75,5 millions de fidèles en 2011, les Philippines constituent la principale communauté catholique d'Asie.
Les églises catholiques sont remplies le dimanche. Il y a beaucoup de fêtes catholiques. Nulle part au monde la mort et la résurrection du Christ ne sont célébrées avec un tel mélange de ferveur chrétienne et de joie païenne qu'aux Philippines pendant la « Semana Santa », la semaine sainte.
Une minorité significative à Mindanao et dans l'archipel des Sulu est influencée par les traditions et la culture musulmane.

### Symboles
- Armoiries des Philippines, Drapeau des Philippines
- Lupang Hinirang, hymne national des Philippines
- Symboles nationaux des Philippines

### Héros nationaux
Les Philippins honorent les héros nationaux qui ont contribué à la formation du nationalisme philippin.
- José Rizal (1861-1896) est le plus célébré. Les écrits de ce visionnaire exécuté par les Espagnols ont créé une identité et une prise de conscience nationales. Ses romans Noli me tangere et EL Filibusterismo, lectures exigées pour les étudiants philippins, fournissent des vignettes de la vie coloniale espagnole et donnent un sens d'identité philippine et de continuité historique.
- Andrés Bonifacio (1863-1897) a fondé le mouvement indépendantiste Katipunan, une organisation importante lors de la décolonisation.
- Marcelo H. del Pilar (1850-1896), poète, romancier et artiste, joua un rôle essentiel dans l'émancipation du peuple philippin et sa libération du joug colonial espagnol.
- Ninoy Aquino (1932-1983) est vénéré en tant que martyr de la révolution.

### Folklore
- Littérature du folklore philippin (en)
- Mythologie philippine (en)

### Croyances
- Tigmamanukan (en)
- Kulam (en)
- Gabâ (en)
- Diwata (en)

### Mythologie
- Philippine mythology (en)
- Philippine mythical creatures (en)

### Pratiques
- Traditional games in the Philippines (en)
- Cultural achievements of pre-colonial Philippines (en)
- Religion in pre-colonial Philippines (en)
- Warfare in pre-colonial Philippines (en)
- Batok (en), une pratique de tatouage indigène pratiquée par le peuple Kalinga (en), dont Whang-od est la dernière représentante officielle.

### Fêtes
- Jours fériés publics aux Philippines (en)
- Fêtes philippines (en)

### Population
- Peuples indigènes des Philippines (en)
- Diaspora philippine (en)

## Société
- Pornography and erotica in the Philippines (en)

## Arts de la table

### Cuisine(s)
Dans des secteurs ruraux, des carabaos sont trouvés partout. Le riz est l'aliment de base.
- Catégorie:Cuisine philippine

## Santé
- Catégorie:Santé aux Philippines,	Protection sociale
- Health in the Philippines (en)
- HIV/AIDS in the Philippines (en)
- Santé mentale aux Philippines
- Water supply and sanitation in the Philippines (en)
- Abortion in the Philippines (en)
- Ancient filipino diet and health (en)
  - Pasma (en)
  - Hilot (en)
  - Babaylan (en)
- Likhaan (en)
- Lihi (en)
- Medical education in the Philippines (en)
- 2015 Southeast Asian haze (en)
- Sudden arrhythmic death syndrome (en)
- Smoking in the Philippines (en)

### Sports, arts martiaux
- Sport aux Philippines (en)
- Du sport aux Philippines
- Sportifs philippins, PSA Athlete of the Year (en)
- Football aux Philippines (en)
- Gintong Alay (en)
- Horseracing in the Philippines (en)
- Philippines at the Southeast Asian Games (en)
- Philippines aux Jeux olympiques
- Philippines aux Jeux paralympiques, Jeux paralympiques,
- Jeux du Commonwealth

Les Philippins sont des passionnés de basket-ball. Les joueurs professionnels de basket-ball sont idolâtrés.
Le football est aussi très populaire.
Les athlètes notables et vénérés incluent des champions de boxe tels Flash Elorde et Manny Pacquiao, des champions de billards, tels Efren Reyes et Francisco Bustamante, le champion d'échecs Eugene Torre.
- Arts martiaux philippins (en)
- Traditional games in the Philippines (en)

## Média
- Média aux Philippines (rubriques)
- Journalistes philippins

### Presse
- Presse écrite aux Philippines (rubriques)

### Radio
- Radio aux Philippines (rubriques)

### Télévision
- Télévision aux Philippines (rubriques)

## Littérature(s)
- Écrivains philippins
- List of Filipino writers (en)
- List of Filipino women writers (en)

### Littérature contemporaine
- Littérature des Philippines
- Littérature populaire philippine (en) (orale)
- Philippine literature in Spanish (en)
- Philippine literature in English (en)
- Cebuano literature (en)
- Pangasinan literature (en)
- Ilocano literature (en)
- Waray literature (en)
- Filipino proverbs (en)
- Filipiniana (en)

### Œuvres
- Aguinaldo's Breakfast
- Doctrina Christiana
- Encyclopedia Rizaliana
- Good Building Design and Construction in the Philippines
- I Walked with Heroes
- Magandang Balita Biblia
- Rizal Without the Overcoat
- Sampaguitas y otras poesías varias

### Prix littéraires
- Catholic Authors Award
- Palanca Awards
- Peter's Prize
- Philippine National Book Awards
- Talaang Ginto
- Prix des écrivains de l'Asie du Sud-Est (SEA, lauréats sur la version anglophone)

### Revues littéraires
- Bannawag
- Bisaya Magasin
- Hiligaynon (magazine)
- Liwayway
- Our Own Voice Literary Journal: Beyond Homeland

### Auteurs
- Poètes philippins

#### Romanciers philippins
- Antonio Abad
- Martin Abellana
- Efren Abueg
- Faustino Aguilar
- Rosauro Almario
- Uldarico A. Alviola
- Liwayway Arceo
- Lualhati Bautista
- Cecilia Manguerra Brainard
- Maria Amapola Cabase
- Celso Al. Carunungan
- Clodualdo del Mundo Sr.
- Agustin Fabian
- Zoilo Galang
- Louie Mar Gangcuangco
- Evelyn May Guinid
- Jessica Hagedorn
- Stevan Javellana
- F. Sionil José
- Greg Laconsay
- Domingo G. Landicho
- Patricio Mariano
- Buenaventura S. Medina Jr.
- Armine Rhea Mendoza
- Gilda Olvidado
- Precioso Palma
- Elena Patron
- Virgilio Redondo
- Iñigo Ed. Regalado
- Edgardo M. Reyes
- Isabelo de los Reyes
- José Rizal
- Sophia Romero
- Ninotchka Rosca
- Alfrredo Navarro Salanga
- Maria Teresa Cruz San Diego
- Lope K. Santos
- Miguel Syjuco
- Edith Tiempo
- Azucena Grajo Uranza
- Alfred Yuson

#### Dramaturges et scénaristes
- Juan Abad
- Victorina A. Abellanosa
- Aloy Adlawan
- Julián Cruz Balmaceda
- Jesús Balmori
- Adrian Cristobal
- Dode Cruz
- Jose Dalisay Jr.
- Suzette Doctolero
- Paul Dumol
- Wilfrido Ma. Guerrero
- Hermogenes Ilagan
- Malou Jacob
- Jun Lana
- Allan Lopez
- Patricio Mariano
- Chris Martinez (director)
- Epifanio Matute
- Severino Montano
- Virginia R. Moreno
- Denoy Navarro-Punio
- Peter Solis Nery
- R.J. Nuevas
- Precioso Palma
- Elena Patron
- Don Michael Perez
- Acy Ramos
- Iñigo C. Regalado
- Iñigo Ed. Regalado
- Severino Reyes
- Frank G. Rivera
- Francisco Soc Rodrigo
- Gina Marissa Tagasa-Gil
- John Iremil Teodoro
- Aurelio Tolentino
- Rene Villanueva

## Artisanats
- Artisanat d'art

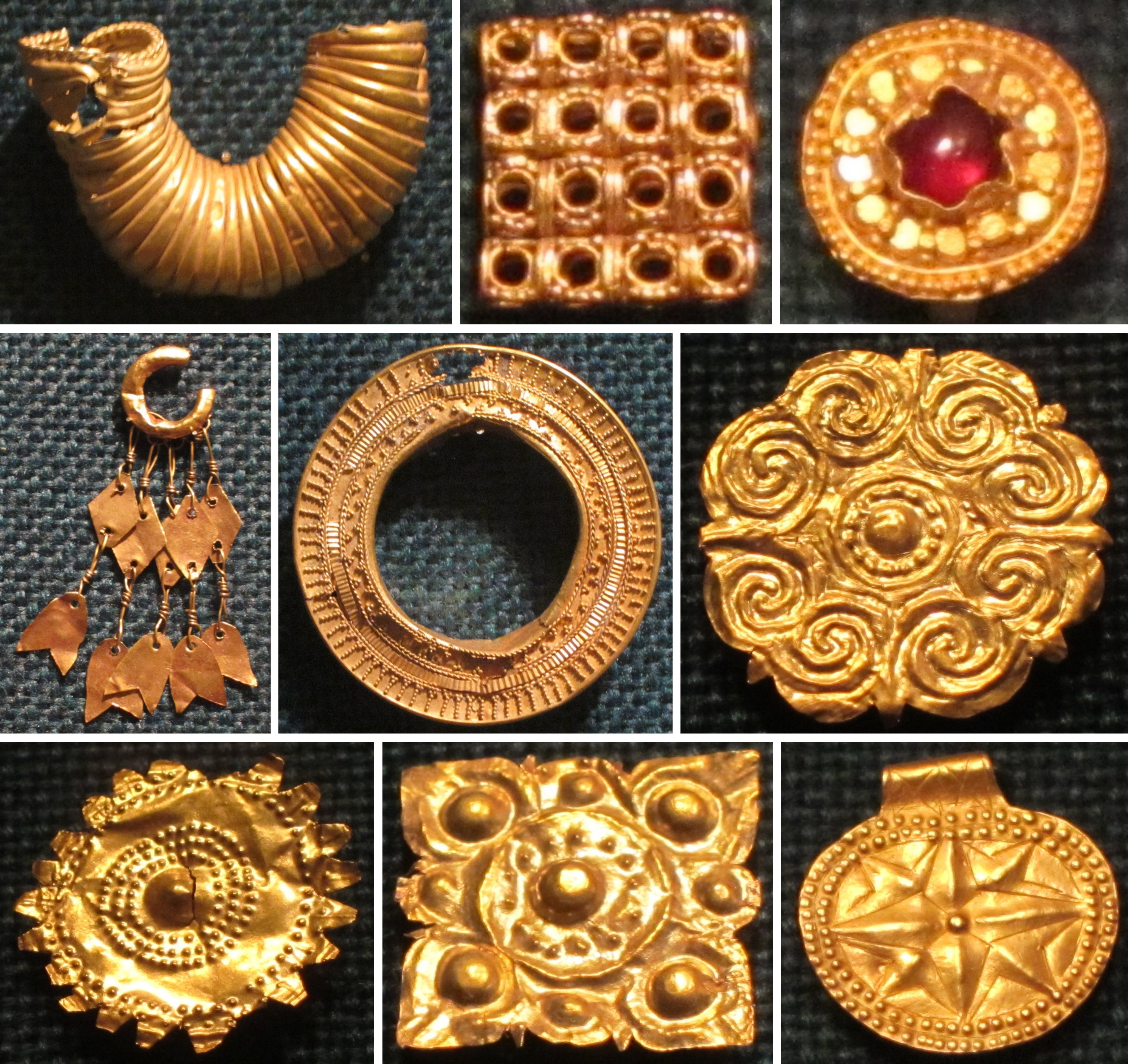
Bijoux philippins en or datant du XIIe siècle au XVe siècle (Musée d'art d'Honolulu).

Une grande partie de la culture vient des différents groupes ethniques tels que les Tagalogs, Ilokanos, Visayans, Bikolanos, etc.
Les savoir-faire liés à l’artisanat traditionnel relèvent (pour partie) du patrimoine culturel immatériel de l'humanité. On parle désormais de trésor humain vivant.
Mais une grande partie des techniques artisanales ont régressé, ou disparu, dès le début de la colonisation, et plus encore avec la globalisation, sans qu'elles aient été suffisamment recensées et documentées.
- National Living Treasure (Philippines) (en)

### Textiles, cuir, papier
- Mode aux Philippines (en)
- Piña

### Bois, métaux
- Armes de Moroland (en)

## Arts visuels
- Arts des Philippines (en)
- Ordre des Artistes nationaux des Philippines
- Artistes philippins

### Peinture
- Peintres philippins et philippines
- Peinture philippine (en)
- Fernando Amorsolo (1892-1972)
- Peinture murale EDSA (en)

### Sculpture
- Sculpteurs philippins

### Architecture
- Architecture aux Philippines (en)
- Architectes philippins

### Photographie
- Photographes philippins

## Arts du spectacle

### Musique(s)
- Musique philippine
- Musique philippine (rubriques)
- Musiciens philippins
- Chanteurs philippins
- List of Philippine musical instruments (en)
- Philippine folk music (en)

Il existe une grande variété de musiques aux Philippines, tant traditionnelles que modernes.

### Danse
- Danse aux Philippines (tl)
- Philippine dance (en)
- Leyte Kalipayan Dance Company (en)
- Pangalay
- Tinikling

### Théâtre
- Théâtre philippin (rubriques)
- Théâtre aux Philippines : pratiques, public, professionnels, spectacles

### Autres scènes: marionnettes, mime, pantomime, prestidigitation
Les arts mineurs de scène, arts de la rue, arts forains, cirque, théâtre de rue, spectacles de rue, arts pluridisciplinaires, performances manquent encore de documentation pour le pays …
Pour le domaine de la marionnette, la référence est : Arts de la marionnette aux Philippines, sur le site de l'Union internationale de la marionnette UNIMA).
- Carnavals aux Philippines (en)

### Cinéma
- Cinéma philippin
- Réalisateurs philippins, Scénaristes philippins
- Acteurs philippins, Actrices philippines
- Films philippins

## Tourisme

### Transports

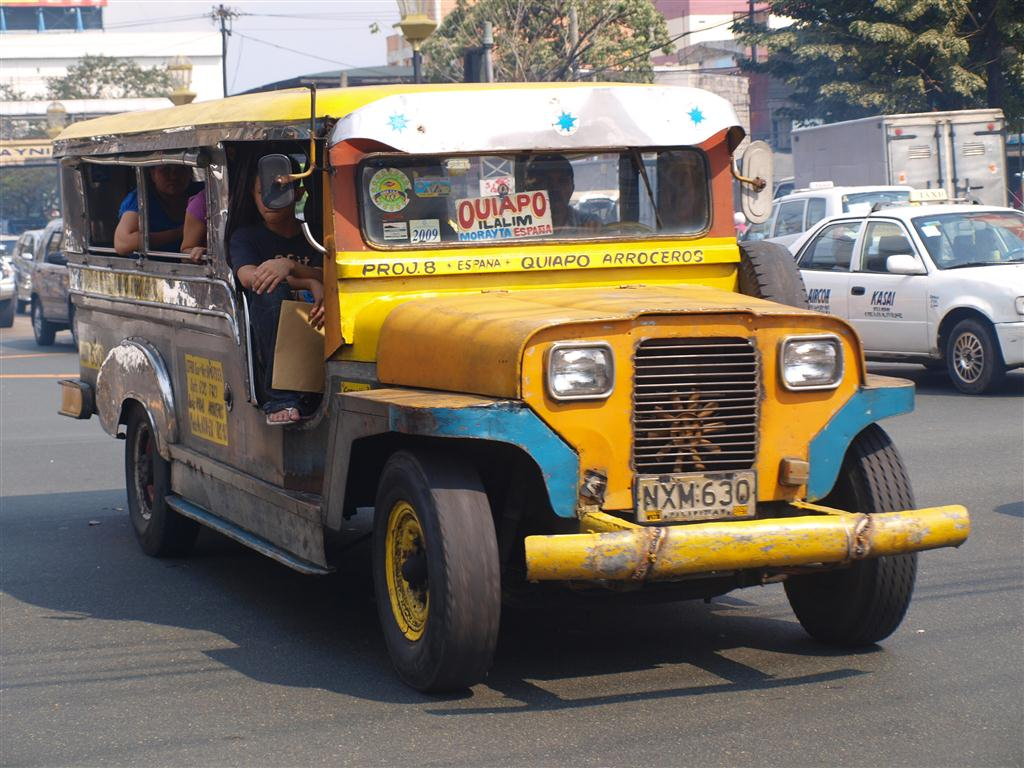
Un jeepney à Manille en 2011.

Les Jeepneys sont des taxis colectifs, reliques rénovées de la Seconde Guerre mondiale. Omniprésents, ils sont le mode de transport standard dans les secteurs urbains et ruraux. D'autre transport dont le touk-touk

## Patrimoine

### Musées
- Liste de musées aux Philippines (en)

### Liste du Patrimoine mondial
Le programme Patrimoine mondial (UNESCO, 1971) a inscrit dans sa liste du Patrimoine mondial (au 12/01/2016) : Liste du patrimoine mondial aux Philippines.

### Liste représentative du patrimoine culturel immatériel de l’humanité
Le programme Patrimoine culturel immatériel (UNESCO, 2003) a inscrit dans sa liste représentative du patrimoine culturel immatériel de l’humanité (au 12/01/2016) :
- 2008: L’épopée Darangen des Maranao du lac Lanao[6].
- 2008 : Le Hudhud, récits chantés des Ifugao[7].
- 2015 : Les rituels et jeux de tir à la corde (Cambodge, Philippines, République de Corée, Viet Nam) [8].

### Registre international Mémoire du monde
Le programme Mémoire du monde (UNESCO, 1992) a inscrit dans son registre international Mémoire du monde (au 15/01/2016) :
- 1999 : Documents paléographiques philippins (Hanunoo, Buid, Tagbanua et Pala'wan)[9],
- 2003 : Radiodiffusion du pouvoir du peuple philippin[10],
- 2007 : Collection José Maceda, ethnomusicologue[11],
- 2011 : Papiers présidentiels de Manuel L. Quezon[12].

### Filmographie
- L'archipel du sourire, film d'Isabelle Millard, Injam production, ADAV, Paris, 2013, 52 min (DVD)